# Antigua (Fuerteventura)
Antigua es una localidad y municipio español perteneciente a la isla de Fuerteventura, en la provincia de Las Palmas, comunidad autónoma de Canarias.
Está situado en la parte centro-oriental de la isla de Fuerteventura.
El núcleo de población más habitado del municipio es El Castillo o Caleta de Fuste, que es uno de los enclaves turísticos más importantes de la isla.

## Toponimia
El municipio toma su nombre de su cabecera, el casco urbano de Antigua. Este, a su vez, deriva de la advocación de una imagen de la virgen María venerada en la localidad, y que según la tradición apareció en el interior de un espino en el siglo xv.
En documentación histórica aparece también bajo la denominación de La Antigua.

## Geografía
Antigua está situado en la parte centro-oriental de la isla de Fuerteventura, a 20,5 km de la capital insular. Abarca una superficie de 250,56 km², ocupando el penúltimo lugar de la isla. De esta superficie, la gran mayoría se corresponde con una extensa área rural y natural.
Limita con los municipios de Puerto del Rosario, Betancuria y Tuineje.
La capital municipal, el casco urbano de Antigua, se halla a una altitud de 254 m s. n. m., alcanzando el municipio su altitud máxima a 681 m s. n. m. en la elevación conocida como Morro Jorjado, ubicado en el macizo montañoso de Betancuria.
El municipio posee un perímetro de 76,64 km y una longitud de costa de 29,65 km, en la que destacan las playas de Caleta de Fuste, Las Marismas, El Muellito y Pozo Negro.

### Clima
El municipio de Antigua posee un clima árido cálido según la clasificación de Köppen.
El mes más cálido es agosto, con una temperatura media de 23.3 °C, siendo el más frío enero, con 16 °C. La temperatura media anual es de 19.6 °C.
En cuanto a las precipitaciones, el municipio registra un promedio de 89 mm al año, siendo el mes más lluvioso diciembre con 18 mm. En los meses de junio, julio y agosto no se registran precipitaciones.

### Espacios protegidos
El municipio cuenta con superficie protegida incluida en el parque rural de Betancuria, el paisaje protegido de Malpaís Grande y el monumento natural de Cuchillos de Vigán, incluyéndose íntegramente en su término el monumento natural de la Caldera de Gairía.

## Demografía
Antigua cuenta con una población de 13 832 habitantes (INE 2024).
| Gráfica de evolución demográfica de Antigua entre 1842 y 2021                                                       |
| |
| Población de derecho según los censos de población del INE Población de hecho según los censos de población del INE |

| Nacionalidad | Hombres | Mujeres | Total | %      | Proporción |
| ------------ | ------- | ------- | ----- | ------ | ---------- |
| Española     | 3864    | 3377    | 7241  | 55.9 % |            |
| Extranjera   | 2937    | 2762    | 5699  | 44.0 % |            |

| País                 | Hombres | Mujeres | Total | %      | Proporción |
| -------------------- | ------- | ------- | ----- | ------ | ---------- |
| Reino Unido          | 1026    | 1026    | 2052  | 36.0 % |            |
| Italia               | 662     | 602     | 1264  | 22.2 % |            |
| Marruecos            | 304     | 140     | 444   | 7.8 %  |            |
| Alemania             | 138     | 121     | 259   | 4.5 %  |            |
| Polonia              | 62      | 79      | 141   | 2.5 %  |            |
| Francia              | 64      | 54      | 118   | 2.1 %  |            |
| China                | 61      | 53      | 114   | 2.0 %  |            |
| Colombia             | 35      | 51      | 86    | 1.5 %  |            |
| Portugal             | 43      | 41      | 84    | 1.5 %  |            |
| Senegal              | 41      | 28      | 69    | 1.2 %  |            |
| Rumania              | 23      | 34      | 57    | 1.0 %  |            |
| Argentina            | 22      | 24      | 46    | 0.8 %  |            |
| Venezuela            | 15      | 23      | 38    | 0.6 %  |            |
| Cuba                 | 13      | 17      | 30    | 0.5 %  |            |
| Uruguay              | 14      | 14      | 28    | 0.4 %  |            |
| Bulgaria             | 14      | 13      | 27    | 0.4 %  |            |
| República Dominicana | 12      | 10      | 22    | 0.3 %  |            |
| Rusia                | 4       | 16      | 20    | 0.3 %  |            |
| Brasil               | 7       | 11      | 18    | 0.3 %  |            |
| Chile                | 6       | 6       | 12    | 0.2 %  |            |
| Ucrania              | 4       | 7       | 11    | 0.1 %  |            |
| Argelia              | 5       | 3       | 8     | 0.1 %  |            |
| Ecuador              | 3       | 4       | 7     | 0.1 %  |            |
| Nigeria              | 4       | 2       | 6     | 0.1 %  |            |
| Perú                 | 2       | 3       | 5     | 0.08 % |            |
| Paraguay             | 0       | 4       | 4     | 0.07 % |            |
| Pakistán             | 2       | 1       | 3     | 0.05 % |            |

| Entidad singular            | Habitantes |
| --------------------------- | ---------- |
| Agua de Bueyes              | 308        |
| Antigua (capital municipal) | 2489       |
| Casillas de Morales         | 372        |
| El Castillo                 | 8028       |
| Triquivijate                | 1076       |
| Valles de Ortega            | 699        |

## Historia

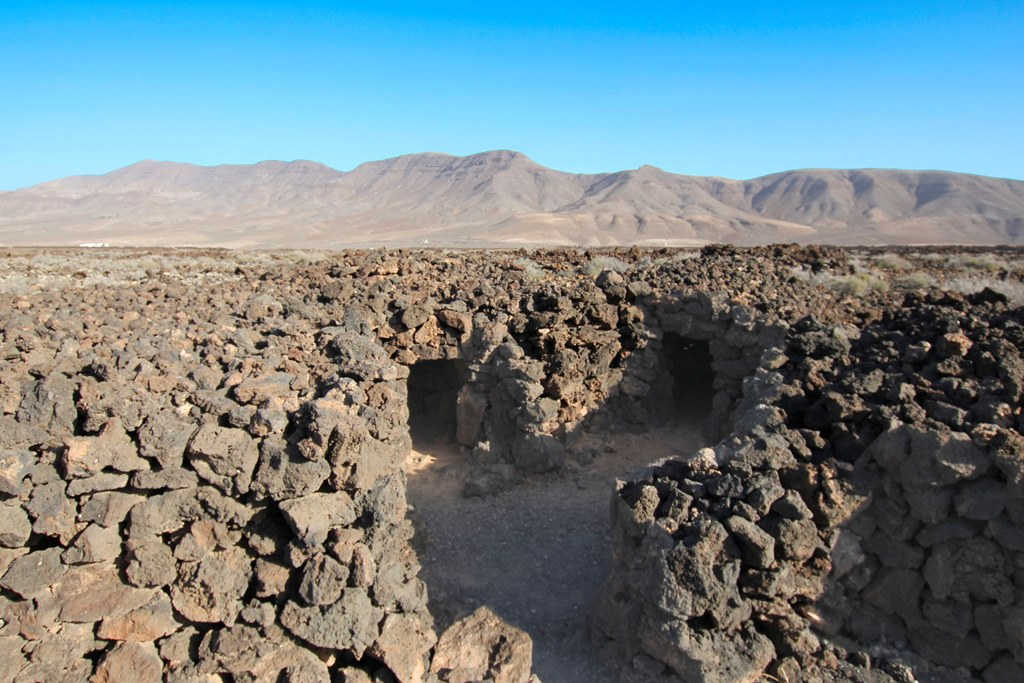
Yacimiento arqueológico La Atalayita

Antes de la conquista europea de Fuerteventura a comienzos del siglo xv, el territorio de Antigua era una de las zonas más pobladas de la isla, siendo sus primeros habitantes los aborígenes majos. Destaca en este sentido el yacimiento arqueológico de La Atalayita con centro de interpretación, un poblado aborigen formado por más de cien estructuras de diverso tipo y complejidad, declarado bien de interés cultural en 2007.
Tras la colonización se convierte en un importante caserío, dadas las buenas tierras para el cultivo de cereales que poseía y a su posición estratégica entre la capital de la isla y los puertos naturales de Caleta de Fuste y Pozo Negro, llegando a ser sede del Partido Judicial (1834), aunque solo por un año.
El moderno término municipal formaba parte desde su fundación en el siglo xv de la jurisdicción de la villa de Betancuria, antigua capital de la isla. Con la creación de la parroquia de nuestra señora de la Antigua en 1785, el lugar logra su independencia de la villa capital, consolidándose como municipio independiente en 1836.

## Símbolos

### Escudo
El escudo heráldico municipal fue aprobado por orden de la consejería de presidencia del gobierno de Canarias de 22 de abril de 1999, siendo su descripción:

Escudo partido: 1º, en campo de oro, una palma al natural; 2º, en campo de gules, un molino de viento, de plata. Timbre: Corona Real española, cerrada por diademas, y por ornamentos exteriores dos ramas de la planta Kali aizoides canariensis (La Barrilla canaria) liadas y atadas por lo bajo con una cinta.

### Bandera
La bandera fue aprobada por el gobierno de Canarias por orden de 28 de marzo de 2003, siendo descrita como:

Paño rectangular de color verde, con una franja diagonal de color amarillo, que va desde el ángulo superior del asta hasta el inferior del batiente, de anchura 1/5 del total de la anchura del paño.
Si la bandera ostentara el escudo, éste irá en el centro del paño.

## Administración y política

### Gobierno municipal
El municipio se rige por su Ayuntamiento, compuesto por el alcalde-presidente y dieciséis concejales.
| Partido político                                                               | 2019  | 2019       | 2019 |
| Partido político                                                               | %     | Concejales |      |
| Alternativa Local por Antigua (AlxAN)                                          | 25,96 | 5          |      |
| Partido Popular (PP)                                                           | 20,20 | 4          |      |
| Coalición Canaria (CC)-Partido Nacionalista Canario (PNC)                      | 13,68 | 2          |      |
| Partido Socialista Obrero Español (PSOE)                                       | 12,30 | 2          |      |
| Nueva Canarias (NC)-Frente Amplio-Asambleas Municipales de Fuerteventura (AMF) | 9,38  | 2          |      |
| Ciudadanos (CS)                                                                | 7,30  | 1          |      |
| Unidas Podemos-Izquierda Unida (IU)                                            | 5,50  | 1          |      |
| Gana Fuerteventura                                                             | 2,42  | 0          |      |
| Contigo Somos Democracia                                                       | 1,30  | 0          |      |
| Partido de Fuerteventura                                                       | 0,89  | 0          |      |

### Organización territorial
El término municipal se encuentra dividido en seis entidades singulares de población, algunas divididas a su vez en núcleos de menor entidad.
| Entidad singular            | Núcleo                                                                            |
| --------------------------- | --------------------------------------------------------------------------------- |
| Agua de Bueyes              |                                                                                   |
| Antigua (capital municipal) |                                                                                   |
| Casillas de Morales         |                                                                                   |
| El Castillo                 | Caleta de Fuste El Castillo Costa de Antigua Urbanización Fuerteventura Golf Club |
| Triquivijate                |                                                                                   |
| Valles de Ortega            |                                                                                   |

## Cultura

### Fiestas
En el municipio se celebran fiestas patronales en honor a la virgen de la Antigua en septiembre, siendo festivos locales el día 8 de septiembre y el martes de Carnaval.
Además se celebran otras festividades en los diferentes núcleos de población:
| Fecha                  | Celebración               | Lugar               |
| ---------------------- | ------------------------- | ------------------- |
| 15 al 18 de mayo       | Ntra. Sra. del Cobre      | Los Alares          |
| 17 al 20 de julio      | Ntra. Sra. del Carmen     | Las Salinas         |
| 10 al 13 de agosto     | San Isidro Labrador       | Triquivijate        |
| 14 al 17 de agosto     | San Roque                 | Valles de Ortega    |
| 26 al 28 de agosto     | San Francisco Javier      | Las Pocetas         |
| 9 al 14 de septiembre  | Ntra. Sra. de Guadalupe   | Agua de Bueyes      |
| 26 al 28 de septiembre | Fiesta de los Peregrinos  | Casillas de Morales |
| 17 al 19 de octubre    | Virgen de la Peña del Mar | Caleta de Fuste     |

### Patrimonio
- Castillo de Fuste (BIC).
- Iglesia de nuestra señora de la Antigua (BIC).
- Hornos de Cal de la Guirra (BIC).
- Zona arqueológica del Poblado de La Atalayita (BIC).
- Centro Turístico Cultural Molino de Antigua, donde se expone el trabajo de los artesanos majoreros.
- Salinas de El Carmen. El origen de estas salinas se remonta a 1800.
- Paisaje protegido del Malpaís Grande.
- Monumento natural de Cuchillos de Vigán.
- Monumento natural de Caldera de Gairía.

## Transporte
En autobús —guagua— queda conectado mediante las siguientes líneas de TIADHE: 
| Línea | Trayecto                                           | Recorrido     |
| ----- | -------------------------------------------------- | ------------- |
| 01    | Puerto del Rosario - Morro Jable                   | Horario/Línea |
| 03    | Puerto del Rosario - Caleta de Fuste - Las Salinas | Horario/Línea |
| 10    | Puerto del Rosario - Morro Jable (por Pozo Negro)  | Horario/Línea |
| 15    | Puerto del Rosario - Triquivijate                  | Horario/Línea |
| 16    | Gran Tarajal - Puerto del Rosario                  | Horario/Línea |